# 희망풍경
《희망풍경》은 2000년 10월 7일부터 2019년 8월 25일까지 방송된 다큐멘터리 프로그램이다.

## 기획 의도
신체적, 정신적 장애를 딛고 사회의 일원으로 당당하게 살아가고 있는 우리 이웃들의 성공스토리를 담은 다큐멘터리.

## 방송 시간
| 방송 채널 | 방송 기간                         | 방송 시간                            | 방송 분량 |
| --------- | --------------------------------- | ------------------------------------ | --------- |
| EBS 1TV   | 2000년 10월 7일 ~ 2001년 3월 31일 | 매주 토요일 아침 7:20 ~ 8:00         | 40분      |
| EBS 1TV   | 2001년 4월 7일 ~ 2001년 8월 25일  | 매주 토요일 아침 7:20 ~ 7:50         | 30분      |
| EBS 1TV   | 2001년 8월 27일 ~ 2002년 2월 19일 | 매주 월요일, 화요일 아침 6:20 ~ 6:50 | 30분      |
| EBS 1TV   | 2002년 3월 2일 ~ 2003년 2월 22일  | 매주 토요일 아침 8:00 ~ 8:30         | 30분      |
| EBS 1TV   | 2003년 2월 28일 ~ 2003년 9월 26일 | 매주 금요일 아침 6:40 ~ 7:10         | 30분      |
| EBS 1TV   | 2003년 10월 4일 ~ 2004년 2월 28일 | 매주 토요일 아침 6:20 ~ 7:00         | 40분      |
| EBS 1TV   | 2004년 3월 6일 ~ 2004년 8월 28일  | 매주 토요일 아침 6:30 ~ 7:00         | 30분      |
| EBS 1TV   | 2013년 3월 2일 ~ 2014년 8월 23일  | 매주 토요일 아침 6:30 ~ 7:00         | 30분      |
| EBS 1TV   | 2004년 9월 5일 ~ 2005년 8월 28일  | 매주 일요일 아침 7:20 ~ 8:00         | 40분      |
| EBS 1TV   | 2005년 9월 10일 ~ 2006년 2월 25일 | 매주 토요일 저녁 5:40 ~ 6:20         | 40분      |
| EBS 1TV   | 2006년 3월 4일 ~ 2007년 8월 25일  | 매주 토요일 아침 7:10 ~ 7:50         | 40분      |
| EBS 1TV   | 2008년 3월 2일 ~ 2008년 6월 1일   | 매주 일요일 아침 6:00 ~ 6:30         | 30분      |
| EBS 1TV   | 2008년 6월 6일 ~ 2011년 2월 25일  | 매주 금요일 밤 10:40 ~ 11:10         | 30분      |
| EBS 1TV   | 2011년 3월 5일 ~ 2011년 5월 21일  | 매주 토요일 아침 7:00 ~ 7:30         | 30분      |
| EBS 1TV   | 2011년 5월 28일 ~ 2011년 8월 27일 | 매주 토요일 아침 7:00 ~ 7:30         | 30분      |
| EBS 1TV   | 2011년 9월 2일 ~ 2012년 2월 24일  | 매주 금요일 오전 11:30 ~ 낮 12:00    | 30분      |
| EBS 1TV   | 2012년 2월 28일 ~ 2013년 2월 19일 | 매주 화요일 밤 12:05 ~ 12:35         | 30분      |
| EBS 1TV   | 2014년 9월 6일 ~ 2016년 2월 27일  | 매주 토요일 아침 6:00 ~ 6:30         | 30분      |
| EBS 1TV   | 2016년 3월 6일 ~ 2019년 8월 25일  | 매주 일요일 아침 6:30 ~ 7:00         | 30분      |

## 같이 보기
관련 항목
- 다큐멘터리 프로그램

방송 프로그램
- 사랑의 리퀘스트 (KBS 협력 제작국 제작)
- 효도우미 0700, 나눔 0700 (EBS 1TV)
- 세상에서 가장 아름다운 여행 (SBS TV)
- 서인의 심야다방 (MBC 표준FM)
- 기도의 오솔길, 오늘의 강론 (월~토요일), 명동연가 (주말) (cpbc FM)